# Obila decertaria
Obila decertaria là một loài bướm đêm trong họ Geometridae.